# Kurt Alder

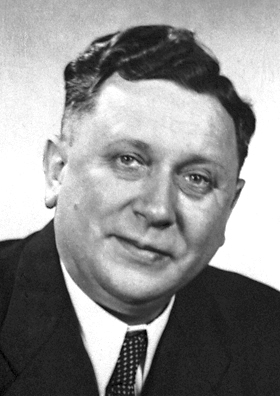
Kurt Alder (1950)

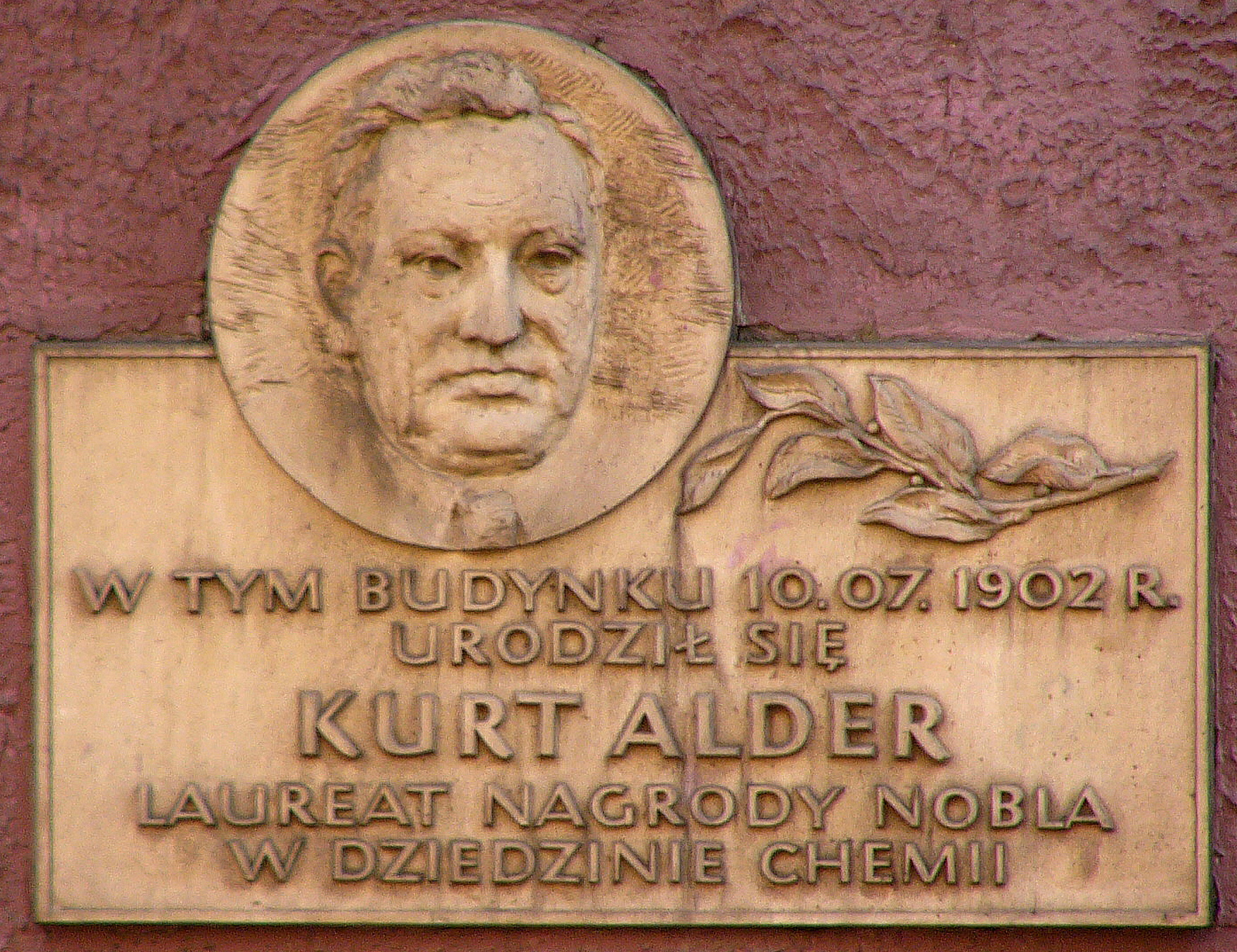
Gedenktafel an Alders Geburtshaus in Königshütte

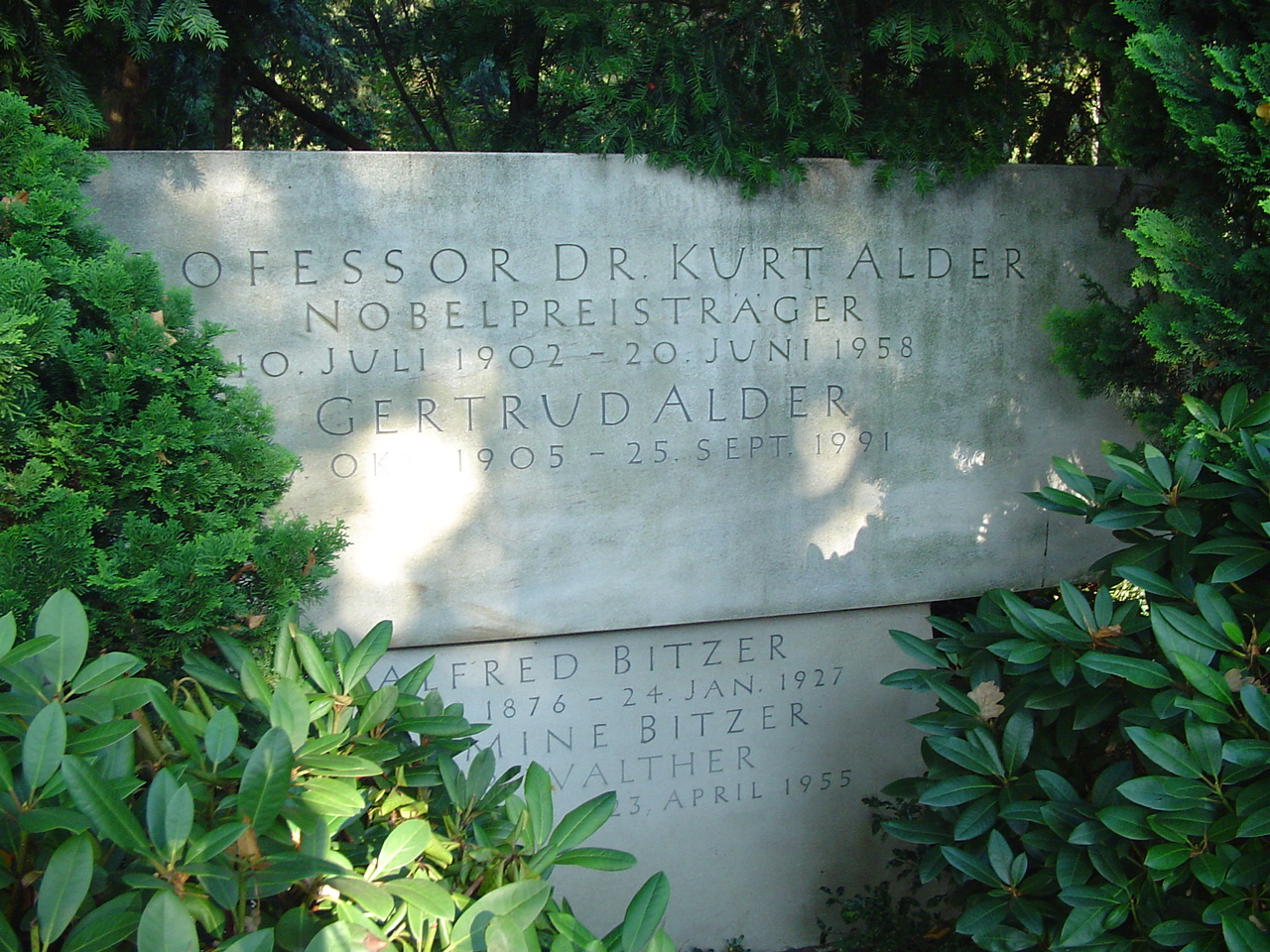
Kurt Alders Grabplatte

Kurt Joseph Alder (* 10. Juli 1902 in Königshütte, Oberschlesien; † 20. Juni 1958 in Köln) war ein deutscher Chemiker, der 1950 den Nobelpreis für Chemie erhielt.

## Leben und Werk
Kurt Alder wuchs in seiner Geburtsstadt Königshütte auf, bis 1922 Ostoberschlesien Polen zugeschlagen wurde und er mit seinen Eltern über Berlin nach Kiel floh, wo er Chemie studierte und 1926 bei Otto Diels an der Universität Kiel mit der Arbeit Über die Ursachen der Azoester-Reaktion promovierte.
Während seiner Habilitation entdeckte er 1927 die besondere Reaktionsfähigkeit von Dienen und Dienophilen. Das Reaktionsprinzip wurde von Lehrstuhlinhaber Diels 1929 vorgestellt als Die „Dien-Synthesen“, ein ideales Aufbauprinzip organischer Stoffe. Nach seiner Habilitation 1930 wurde er 1934 zum a. o. Professor in Kiel ernannt. September 1933 wurde er Mitglied der Motor-SA. Wegen aufkommender Überschneidungen mit den Arbeitsgebieten von Diels verließ Alder die Universität und übernahm 1936 eine Leitungsfunktion im I.G. Farben-Werk Leverkusen, wo er vor allem an der Weiterentwicklung des synthetischen Gummis Buna beteiligt war.
1937 wirkte er daneben als Dozent an der Universität zu Köln und hier erhielt er 1940 den Lehrstuhl für Chemie des emeritierten August Darapsky (1874–1942). Einen Ruf an die Universität Berlin (1944) lehnte er ebenso ab wie den Ruf an die Universität Marburg (1950). Während des Zweiten Weltkriegs war sein Chemisches Institut 1944 von Köln nach Marburg verlegt worden.
Sein Forschungsgebiet konzentrierte sich zeitlebens auf die erschöpfende und systematische Ergründung von Reaktivitäten und Stereoselektivitäten dieser pericyclischen Reaktion. Anfangs unerwartete Abweichungen führten beispielsweise zu den Entdeckungen der En-Reaktion oder der Retro-Diels-Alder-Reaktion. Im Frühjahr 1958 musste sich Alder wegen gesundheitlicher Probleme unerwartet schnell vom Hochschulbetrieb zurückziehen. Er starb kurz darauf an einem Herzinfarkt.
Sein Stellvertreter Franz Fehér (seit 1949) übernahm die Leitung des Chemischen Instituts, das 1961 in ein Anorganisches Institut unter seiner Leitung sowie ein Organisches Institut mit Emanuel Vogel als Lehrstuhlinhaber aufgeteilt wurde.
Seine Lebensgefährtin in den 1950er Jahren nach der Nobelpreisverleihung, Gertrud Bitzer (1905–1991), die er, schon länger herzkrank, am 21. März 1958 geheiratet hatte, stiftete in ihrem Testament aus dem noch vorhandenen Teil des Preisgeldes zum Andenken an Kurt Alder den Kurt-Alder-Preis, den die Kurt-Alder-Stiftung der Universität zu Köln seit 1994 alljährlich an Kölner Nachwuchswissenschaftler der Organischen Chemie vergibt.

## Ehrungen
- 1938 mit der Emil-Fischer-Denkmünze des Verbands Deutscher Chemiker (VDC) ausgezeichnet.
- Im Jahr 1939 wurde er zum Mitglied der Gelehrtenakademie Leopoldina gewählt.[13]
- Alder erhielt 1950 zusammen mit seinem Lehrer Otto Diels den Chemie-Nobelpreis „für ihre Entdeckungen und die Entwicklung der Dien-Synthese“ in 1927 (Diels-Alder-Reaktion).
- 1950 erhielt er die Ehrendoktorwürde der Medizinischen Fakultät der Universität Köln
- 1952 Ehrenmitglied der Real Sociedad Espagnola de Fisica y Quimica zu Madrid
- 1953 zum Ehrenrat des Consejo Superior de Investigaciones Cientificas zu Madrid ernannt.
- 1954 folgte eine Ehrendoktorwürde der Universität im spanischen Salamanca.
- 1955 wurde er zum korrespondierenden Mitglied der Bayerischen Akademie der Wissenschaften gewählt.[14]
- Ein Insektizid, das in den 1970ern durch die Diels-Alder-Addition hergestellt worden war, wurde Aldrin getauft.[15]

- 1979 erhielt ein großer Krater auf dem Mond zu seiner Ehre den Namen Alder.
- Der größte Hörsaal im chemischen Institut der Universität zu Köln ist nach Kurt Alder benannt. Jährlich findet eine „Kurt-Alder-Vorlesung“[16] eines renommierten Dozenten statt.
- Im Rechtsrheinischen Köln, wo Alder gewohnt hatte, wurde eine Straße nach ihm benannt.
- Chemical Breakthrough Award 2011 der American Chemical Society,